# NGC 1684

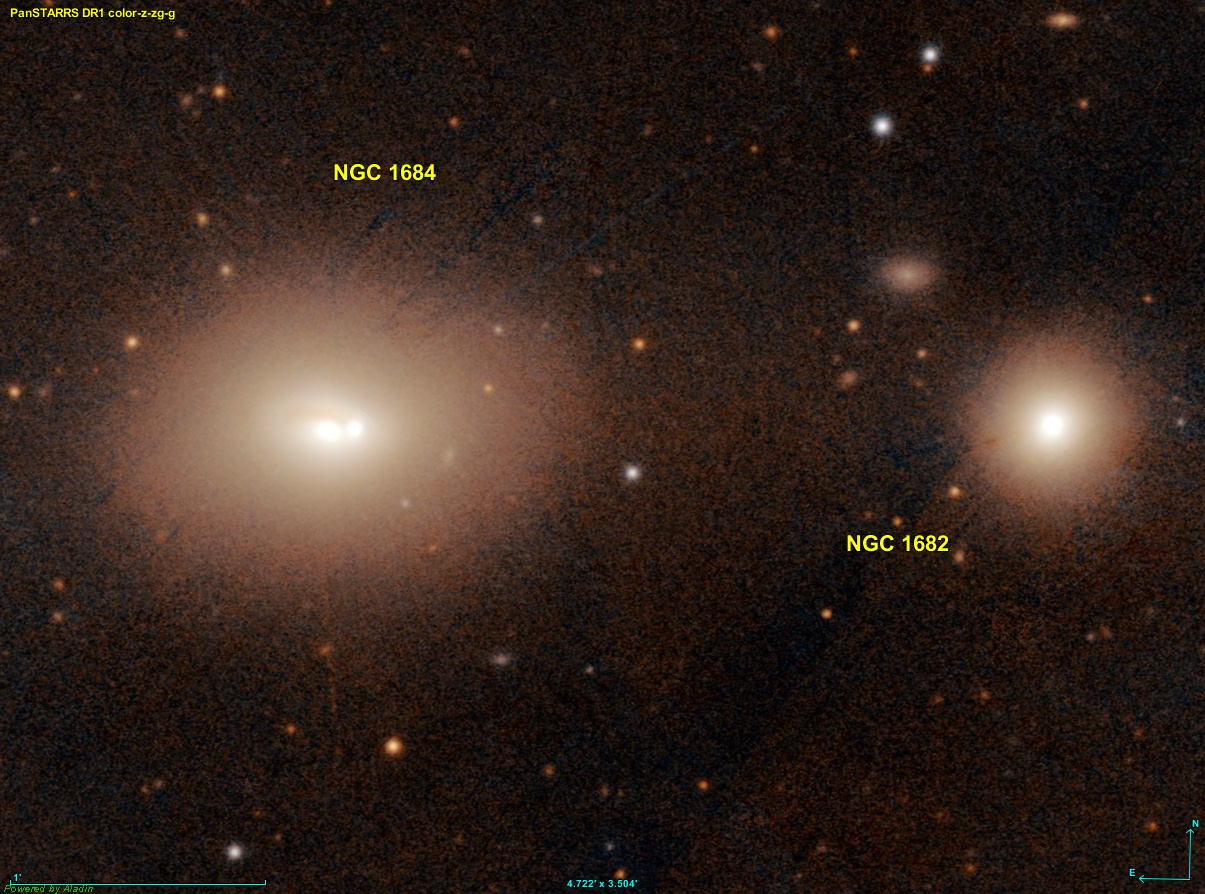
La paire de galaxie NGC 1682 et NGC 1684. Un pâle couloir est visible sur cette image.

NGC 1684 est une vaste galaxie elliptique située dans la constellation d'Orion. NGC 1684 a été découverte par l'astronome germano-britannique William Herschel en 1786.

## Caractéristiques
Sa vitesse par rapport au fond diffus cosmologique est de 4 419 ± 13 km/s, ce qui correspond à une distance de Hubble de 65,2 ± 4,6 Mpc (∼213 millions d'al).
À ce jour, trois mesures non basées sur le décalage vers le rouge (redshift) donnent une distance de 70,600 ± 7,212 Mpc (∼230 millions d'al), ce qui est à l'intérieur des valeurs de la distance de Hubble. Notons cependant que c'est avec la valeur moyenne des mesures indépendantes, lorsqu'elles existent, que la base de données NASA/IPAC calcule le diamètre d'une galaxie et qu'en conséquence le diamètre de NGC 1684 pourrait être d'environ 46,5 kpc (∼152 000 al) si on utilisait la distance de Hubble pour le calculer.

## Paire de galaxies en interaction
NGC 1682 et NGC 1684 forment une paire de galaxies en interaction comme le montre le pâle couloir entre elles sur l'image obtenue des données du relevé PanSTARRS.